# Vestido langosta
El vestido langosta es un modelo diseñado en 1937 por Elsa Schiaparelli. Presenta una langosta grande pintada por Salvador Dalí.

## Diseño
El vestido largo de organza de seda blanca es un modelo de cena de línea A o acampanada, con escote redondo, sin mangas, una cinturilla carmesí y una langosta grande del mismo color pintada por Salvador Dalí en la falda. El motivo fue dibujado por Dalí e imprimido en el vestido por el diseñador sobre seda Sache. El vestido también tiene estampadas unas ramitas de perejil en el bajo.
El vestido mide 132 cm de longitud, con una cintura de 56 cm. Schiaparelli impidió que Dalí añadiera mayonesa al vestido terminado.

## Historia
Desde 1934, Dalí había empezado a incorporar langostas a su trabajo, incluyendo el dibujo Sueño de Nueva York- Un hombre encuentra una langosta en lugar de un teléfono mostrado en la revista American Weekly en 1935, y que daría lugar al Teléfono Langosta de 1936. Dalí veía las langostas como símbolo de la sexualidad femenina. En varias réplicas de estatuas clásicas de Venus, colocó una langosta cabeza abajo sobre la entrepierna, con la cola cubriendo el pubis del desnudo y las pinzas colgando sobre los muslos. El vestido langosta hizo su debut como parte de la colección de Schiaparelli Verano/Otoño 1937.
El vestido original fue lucido por Wallis Simpson en fotografías tomadas por Cecil Beaton en los jardines del Château de Candé, poco antes de su matrimonio con Eduardo VIII. Estas fotografías de Simpson fueron publicadas en la revista Vogue en un reportaje de ocho páginas en mayo de 1937. El vestido fue incluido como parte del ajuar de boda de Simpson. También apareció ese mismo mes en Women's Wear Daily  como parte del guardarropa de primavera de Simpson. En su libro Nevertheless, She Wore It: 50 Iconic Fashion Moments, Ann Shen escribió que por el uso del vestido langosta Simpson fue acusada de "frivolidad erótica" y dio al público británico "todavía más razones para odiar a Wallis" después de la abdicación de su marido como monarca británico para casarse con ella. Shen considera que el vestido muestra "el poder de innovación y empoderamiento sexual en una mujer – y el impacto que el arte y la moda pueden tener". Schiaparelli y Dalí crearon luego el Sombrero Zapato (1937–38) y el Vestido esqueleto (1938).

## En la posteridad
El vestido fue reimaginado por Miuccia Prada en 2013 para marcar la inauguración de la retrospectiva "Schiaparelli y Prada: Conversaciones Imposibles" en el Museo Metropolitano de Arte de Nueva York y fue lucido por Anna Wintour en la Gala Met 2013. El vestido fue de nuevo reimaginado por el director creativo de Schiaparelli Bertrand Guyon para su colección Primavera 2017 de alta costura. El vestido costó 250 horas de confección por parte de seis personas, con la figura de la langosta cosida a mano sobre la falda.
Schiaparelli donó su propia copia del vestido al Museo de Arte de Filadelfia en 1969. El vestido fue extensamente analizado por Claire Eldred en su ensayo "Encounters and Exchanges with Elsa Schiaparelli's Lobster Dress: an Object Biography" en el libro de 2019 Fashion and Contemporaneity: Realms of the Visible.